# 上海青少年科技探索馆
上海青少年科技探索馆位于上海市黄浦区建国西路137号，是一个以体验科学方法为目标的青少年活动基地，涉及生命科学、物理、化学、计算机等多个学科。

## 场馆介绍
场馆位于原卢湾区青少年活动中心内，展馆分为探索启航、探索之路、探索寻梦，共有58个展项，游客可亲身参与一系列探索活动，体验和学习科学方法，接受科学精神的熏陶。

## 参观信息
- 开放时间：周一至周五12:00-20:00，周六、周日9:00-20:00，全年免费开放。
- 公共交通：公交17、24、41、96、146路。